# مقاطعة لوني
مقاطعة لوني (بالتشيكية: Okres Louny)‏ هي مقاطعة (أوكريس) في إقليم أوستي ناد لابم في جمهورية التشيك.
عاصمة هذه المقاطعة هي مدينة لوني.

## اقرأ أيضاً
- مقاطعات جمهورية التشيك